# Mattaponi River
Il Mattaponi River è un affluente dello York River all'estuario nell'est della Virginia negli Stati Uniti.
Esso nasce da quattro ruscelli nella Contea di Spotsylvania, ognuno dei quali ha nel nome una parte di quello del fiume che va a costituire (Mattaponi):
- Il Mat River ed il Ta River si intersecano nella Contea di Spotsylvania formando il Matta River;
- Il Po River ed il Ni River si incontrano nella Contea di Caroline formando il Poni River;
- Il Matta River ed il Poni River si uniscono poi nella Contea di Caroline divenendo il Mattaponi River.

Dalla confluenza dei suoi affluenti, il Mattaponi scorre verso sud-est attraverso la Contea di Caroline dove riceve le acque del South River (Mattaponi River); nella sua parte bassa definisce i confini delle contee King William e King and Queen. A West Point incontra il Pamunkey River formando lo York River.
Durante il corso degli anni passati, i residenti delle contee attraversate dal Mattaponi hanno ampiamente dibattuto la proposta di costruire una diga, con gruppi ambientalisti come il Sierra Club, i membri della  tribù indiana Mattaponi, ed i residenti della contea di Re William, opponendosi alla costruzione di un impianto idroelettrico in favore di una riserva d'acqua.